# Katharinenkirche (Warschau)

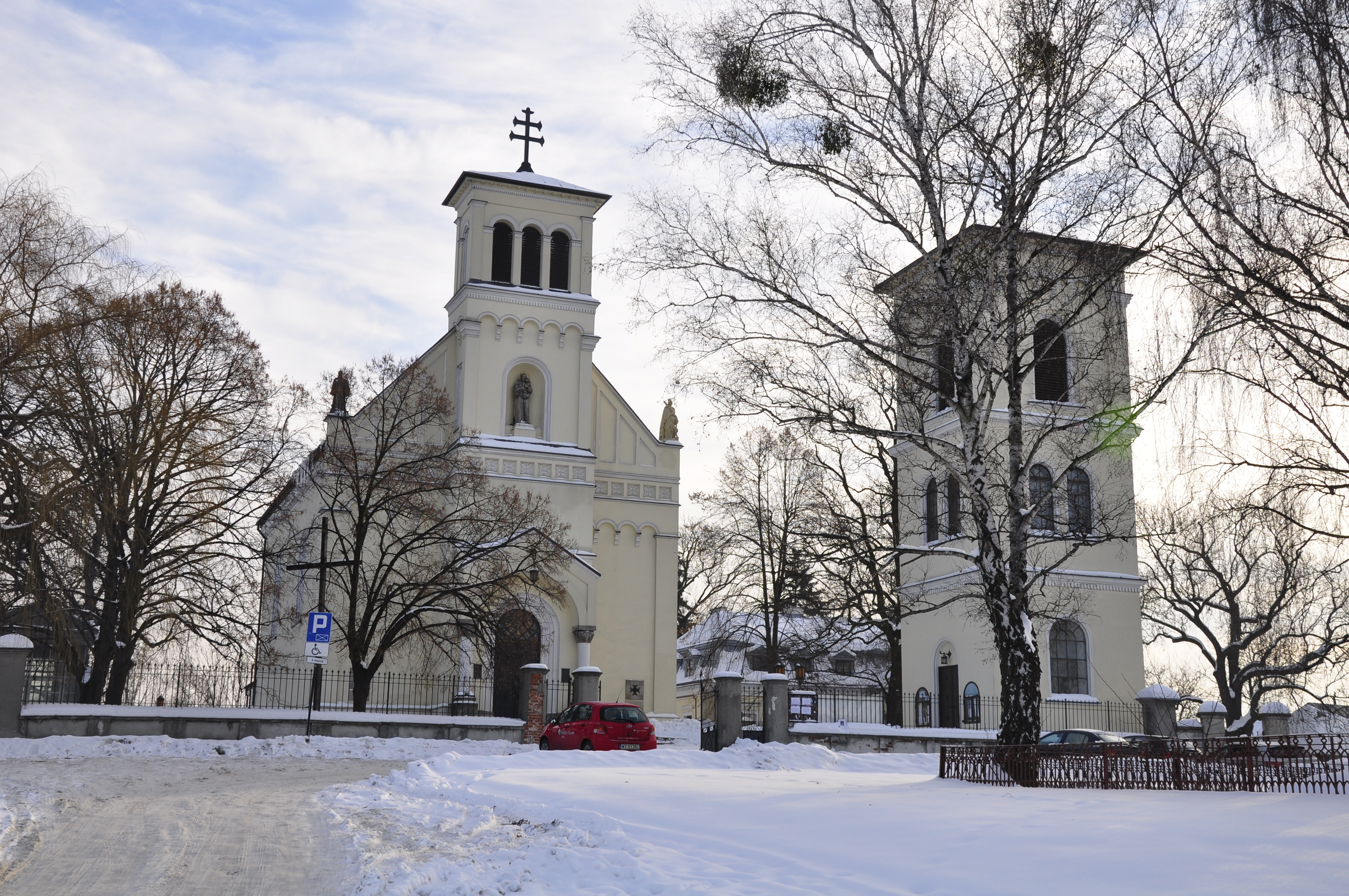
Das Kirchgebäude mit seinem separaten Glockenturm

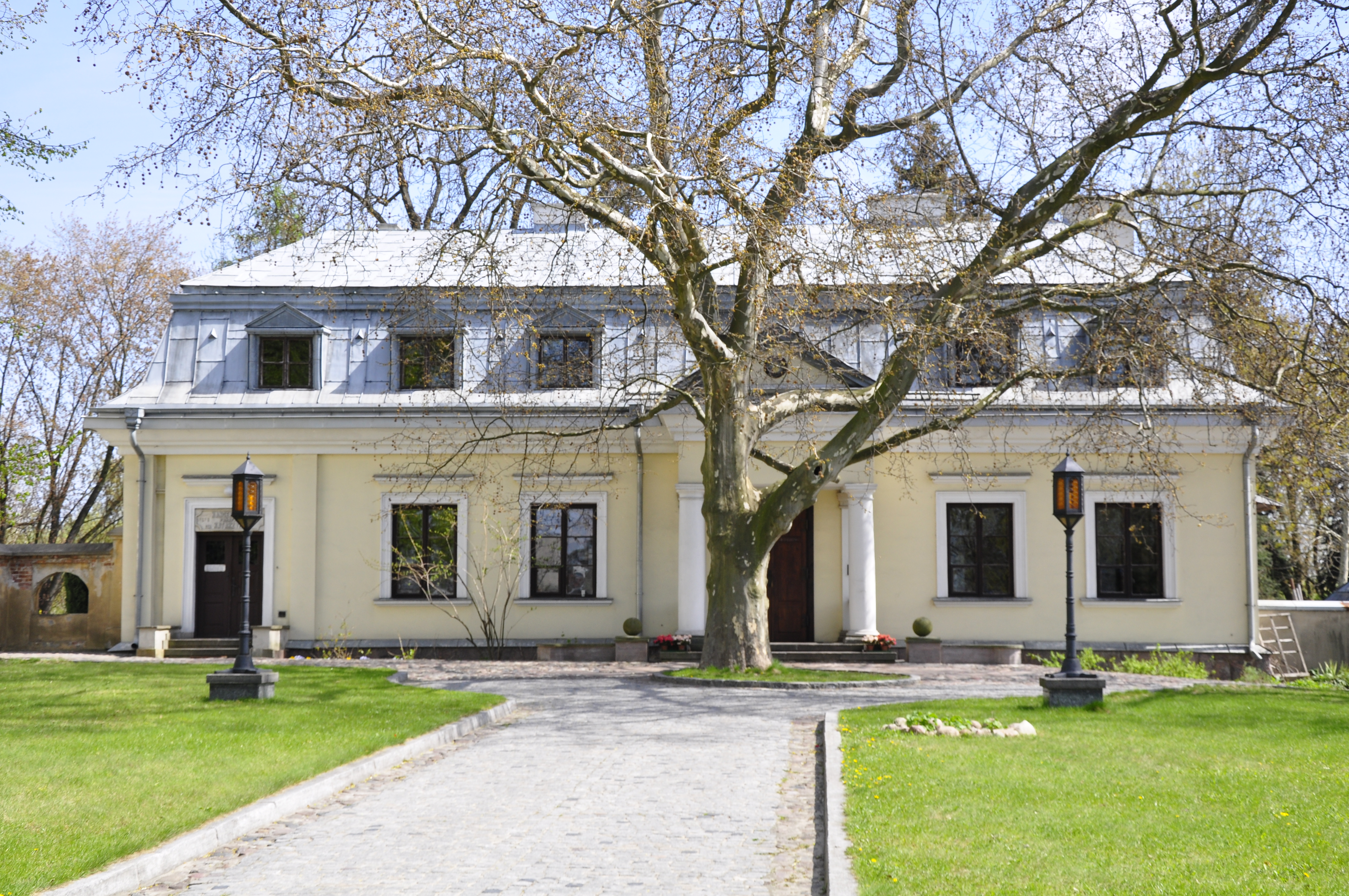
Pfarrhaus der Gemeinde

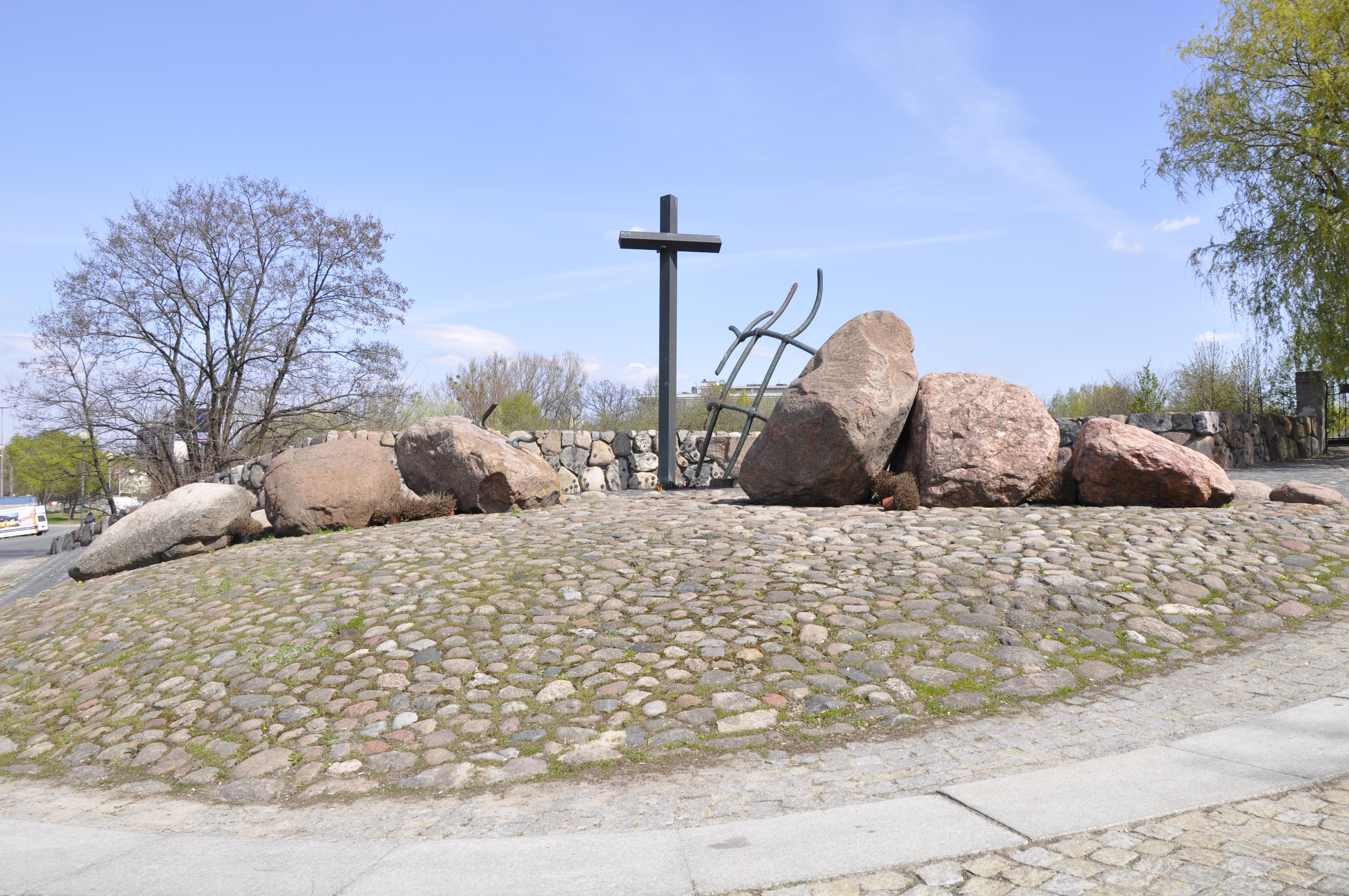
Mahnmal zum Gedenken der Opfer des Kommunismus von 1944 bis 1956

Die Katharinenkirche (polnisch Kościół św. Katarzyny) in Warschau befindet sich im Stadtteil Służew des Distriktes Ursynów an der Ulica Fosa 17. An Stelle des heutigen Kirchengebäudes wurde im 13. Jahrhundert eine Holzkirche errichtet. Der Bau in seiner heutigen Form entstand in der Mitte des 19. Jahrhunderts. Die zugehörige Pfarrgemeinde ist die älteste Warschaus.

## Geschichte
Die Katharina von Alexandrien gewidmete Kirche befindet sich an einer Stelle, an der Benediktiner im Jahr 1065 eine Mission betrieben. Ergebnisse archäologischer Grabungen deuten darauf hin, dass sich bereits vor der christlichen Nutzung an gleicher Stelle eine jahrhundertealte, heidnische Kultstätte befand. Die Pfarrei zur Heiligen Katharina wurde von Herzog Konrad von Masowien 1238 gegründet; der Posener Bischof Paweł Bniński legte den Eckstein zum Bau. Bis in das 18. Jahrhundert gehörte die Kirche zur Diözese Posen, heute zu Warschau. Von 1245 bis zum 18. Jahrhundert standen Kirche und Pfarrgemeinde unter dem Kirchenpatronat der Familie  Służewski (Wappen Radwan), bis Służew von den Eigentümern der Herrschaft Wilanów erworben wurde.
Im 13. Jahrhundert wurde eine Holzkirche errichtet. Im Mittelalter wurde diese durch einen Mauerbau im Stil der masowischen Gotik ersetzt. 1742 baute August Aleksander Czartoryski das Gebäude um. Unter dem Architekten Francesco Maria Lanci kam es 1848 zu einem erneuten Umbau, diesmal im neuromanischen Stil. Der Glockenturm wurde 1881 anstelle eines Vorgängers errichtet. Er verfügt über fünf Glocken – aus dem 16., dem 18. und dem 20. Jahrhundert. Das Pfarrhaus wurde im Jahr 1640 errichtet; die Lehmböden der Halle stammen noch aus dieser Zeit. Das Kirchenensemble überstand den Zweiten Weltkrieg ohne größere Schäden. Seit 1985 wird die Kirche laufend saniert.
Die Inneneinrichtung des Gotteshauses wurde während der schwedischen Invasion zerstört. Der Warschauer Bildhauer Johann Georg Plersch gestaltete sie im Stil des Warschauer Barock neu.
Vor der Kirche befindet sich das 1993 geschaffene Mahnmal zum Gedenken der Opfer des Kommunismus von 1944 bis 1956 (polnisch Pomnik Męczenników Terroru Komunistycznego 1944-1956) von Maciej Szańkowski und Sławomir Korzeniewski.
1965 und 1989 wurden Kirche, Glockenturm, Pfarrhaus und Friedhof der Gemeinde unter Denkmalschutz gestellt (Nr. 532/1965 und 1383/1989). 1992 wurde auch ein Teil des die Kirche umgebenden Gebietes zum Naturdenkmal erklärt, da es hier neben einigen rund 300 Jahre alten Linden und Platanen auch Reste eines Tunnelsystems mit Fledermausbesatz gibt. Bäume und Tunnel gehörten zur ehemaligen Residenz- und Parkanlage Gucin Gaj, deren Grundstück teilweise in den 1930er Jahren von der Kirche erworben wurde.